# Drie stukken voor klarinet

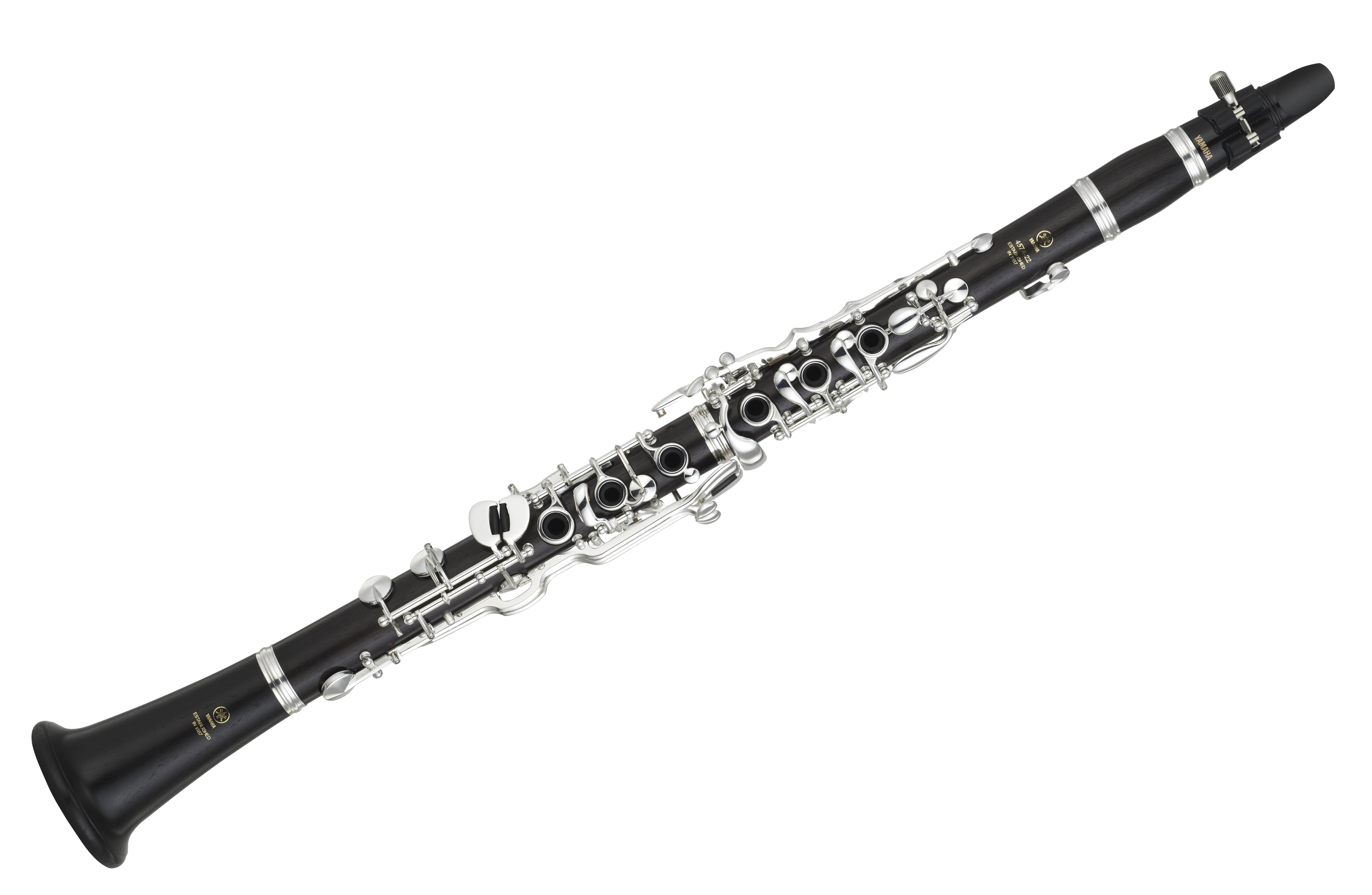
Yamaha_Clarinet_YCL-45

Drie stukken voor klarinet (W95) (Trois pièces pour clarinette)  – opgedragen aan Werner Reinhart – is een compositie van Igor Stravinsky voor klarinet solo, gecomponeerd in oktober-november 1918. De eerste uitvoering ervan vond plaats op 8 november 1919 in Lausanne. Het korte werk (speeltijd ca. 3.45 minuten) bestaat uit drie delen. Het eerste deel (Sempre piano e molot tranquillo) en het tweede deel (alleen tempoaanduiding) zijn geschreven voor een klarinet in A, het derde deel (met ook alleen tempoaanduiding) is geschreven voor klarinet in Bes. Bron voor het eerste van de drie stukken is de muziek voor het Duet (ook Lied ohne name)()

## Ontstaansgeschiedenis
Werner Reinhart was een Zwitserse zakenman, filantroop, amateurklarinettist en mecenas. Zo was hij beschermheer van componisten als Othmar Schoeck, Paul Hindemith, Ernst Krenek, Arthur Honegger, Anton Webern, Frank Martin en Richard Strauss en de schrijver Rainer Maria Rilke. 
Werner Reinhart financierde de eerste uitvoering van L'Histoire du Soldat. Het manuscript van de Drie stukken schonk Stravinsky aan Werner Reinhart en het bevindt zich nu in de Rychenberg-Stiftung in Winterthur.
Hoewel de Drie stukken historisch verbonden zijn met L'Histoire du Soldat, ze zijn onmiddellijk na elkaar geschreven, en door het verband met Reinhart, zijn ze muzikaal gezien in de sfeer van Russische volksliederen ()

## Opbouw van de compositie
De gepunteerde ritmes in de schetsen voor het stuk veronderstellen dat het stuk als een ragtime gespeeld dient te worden zoals de dans in L'Histoire du Soldat(). Stravinsky noemt het werk een uitgeschreven portret van een improvisatie (). Er zijn geen maatstrepen in het tweede stuk (). Het tweede stuk is puur ritmisch, complex en gestructureerd door toonhoogtes, duur, accenten en frasering. Harmonisch gezien is het werk redelijk atonaal. Het stuk is een 'uitdaging voor de analyticus (die honderd pagina's zou kunnen wijden aan het ritmische aspect alleen al) en een puur genot voor de luisteraar' ().

## Oeuvre
Zie het Oeuvre van Igor Stravinsky voor een volledig overzicht van het werk van Stravinsky.

## Geselecteerde discografie
- Charles Neidich, klarinet (+ diverse andere werken van Stravinsky), Naxos, 8.557505
- Dmitri Ashkenazy, klarinet (+ diverse andere werken van Stravinsky), 2CDs, Decca, 473 810-2
- Guy Deplus, klarinet (+ diverse andere werken van Stravinsky), in 'Pierre Boulez - Le Domaine Musical 1958-1967', CD-Stravinsky, Accord, 4811510